# Jarnail Singh Bhindranwale
Sant Jarnail Singh Ji Khalsa Bhindranwale (en panjabí: ਜਰਨੈਲ ਸਿੰਘ ਭਿੰਡਰਾਂਵਾਲੇ); (Rode, Panjab, 12 de febrer de 1947- Amritsar, Panjab, 6 de juny de 1984), fou líder de la Damdami Taksal (un grup religiós Sikh de l'Índia.). Bhindranwale excercí molta influència sobre els Sikhs. Propagà els valors originals del Sikhisme i persuadí joves de seguir les regles originals de la religió.
Fou conegut pel seu suport a la creació de Khalistan, un estat independent sikh basat en el Sikhisme. El Govern Central de l'Índia el vigilà constantment i el considerà un possible rival.
Bhindranwale, també fou conegut pels seus discursos, on sovint defensà els drets universals i denuncià les violacions de drets humans comeses per part del govern.
Els Sikhs, sovint foren discriminats en una societat de majoria hindú. Perseguits en moltes ciutats de l'Índia, varen ser víctimes d'un extermini en massa. A causa d'això, Bhindrawale s'oposà al govern, i això va desencadenà una rivalitat directa entre els sikhs i el govern.
Fou assassinat per l'exèrcit Indi, sota les ordres d'Indira Gandhi, en un atac militar al Temple Daurat Sikh.
Jarnail Singh és un dels personatges més destacats de l'Índia del s.XXI.
Els Sikhs el consideren un màrtir que morí en defensa de la igualtat, el respecte i el laïcisme.